# فائوستو برتولیو
فائوستو برتولیو (زادهٔ ۱۳ ژانویهٔ ۱۹۴۹) رکابزن حرفه‌ای سابق ایتالیایی است که در رشتهٔ دوچرخه‌سواری جاده فعالیت می‌کرد. او توانست در سال ۱۹۷۵ برندهٔ جیرو دیتالیا شود. او در همان سال برندهٔ تور کاتالونیا نیز شد.

## نتایج در گرند تورها
| گرند تور       | ۱۹۷۳ | ۱۹۷۴ | ۱۹۷۵ | ۱۹۷۶ | ۱۹۷۷   | ۱۹۷۸ | ۱۹۷۹ | ۱۹۸۰ |
| -------------- | ---- | ---- | ---- | ---- | ------ | ---- | ---- | ---- |
| جیرو دیتالیا   | ۴۶   | —    | ۱    | ۳    | ناتمام | ۱۴   | ۷    | ۲۹   |
| تور دو فرانس   | —    | ۲۳   | —    | ۹    | —      | —    | —    | —    |
| ووئلتا اسپانیا | —    | —    | —    | —    | —      | —    | —    | —    |